# Jermakovský rajón
Jermakovský rajón (rusky Ермаковский район) je jeden z rajónů Krasnojarského kraje v Rusku. Jeho administrativním centrem je město Jermakovskoje, které je zároveň s necelými 9 tisíci obyvatel jediným větším městem. Rajón leží na jihu Krasnojarského kraje u jeho hranic a ve znaku má irbisa.